# Centro de Aceleração Linear de Stanford

Centro de Aceleração Linear de Stanford (em inglês Stanford Linear Accelerator Center — SLAC) é um laboratório dos Estados Unidos que abriga um acelerador linear de partículas com 3 quilômetros de extensão e faz parte da Universidade de Stanford.
O SLAC já produziu três Prêmios Nobel de Física:
- 1975 — Descoberta do quark c (por meio de J/ψ) em 1974;
- 1990 — Evidência experimental de quarks dentro de prótons e nêutrons;

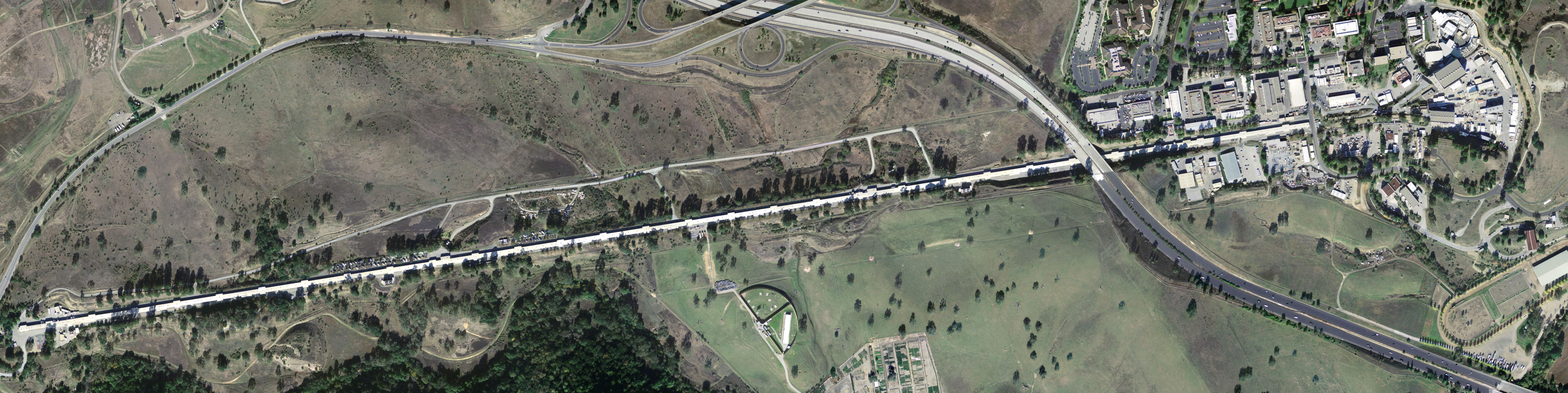
Fotografia aérea do acelerador linear de Stanford

- 1995 — Descoberta do tau em 1975.